# Ayuntamiento de Karlsruhe
El ayuntamiento de Karlsruhe (en alemán: Rathaus am Marktplatz in Karlsruhe) es un edificio de principios del siglo XIX que se encuentra en el centro de Karlsruhe, en la emblemática Plaza del mercado de la ciudad. El ayuntamiento está clasificado como monumento cultural (Kulturdenkmal) de Karlsruhe.

## Descripción
El primer edificio erigido en el sitio del actual ayuntamiento fue construido en 1728, siendo demolido en 1811. La construcción del ayuntamiento actual se llevó a cabo en varias etapas, a partir de 1805 hasta su inauguración en 1825, proyectado por el arquitecto de Karlsruhe Friedrich Weinbrenner. La tardanza de las obras se debió a dificultades de financiación. La primera piedra del ayuntamiento en su forma actual se colocó en 1821 y fue inaugurado el 28 de enero de 1825.
El edificio fue destruido en los bombardeos de la Segunda Guerra Mundial el 27 de septiembre de 1944, y posteriormente reconstruido entre 1948 y 1955. El edificio restaurado fue inaugurado oficialmente el 13 de diciembre de 1955.
La arquitectura clasicista del edificio es similar a la de la Iglesia evangélica de Karlsruhe que está enfrente.
La torre del ayuntamiento exhibe una figura del dios Mercurio de aproximadamente 1,8 m de altura.

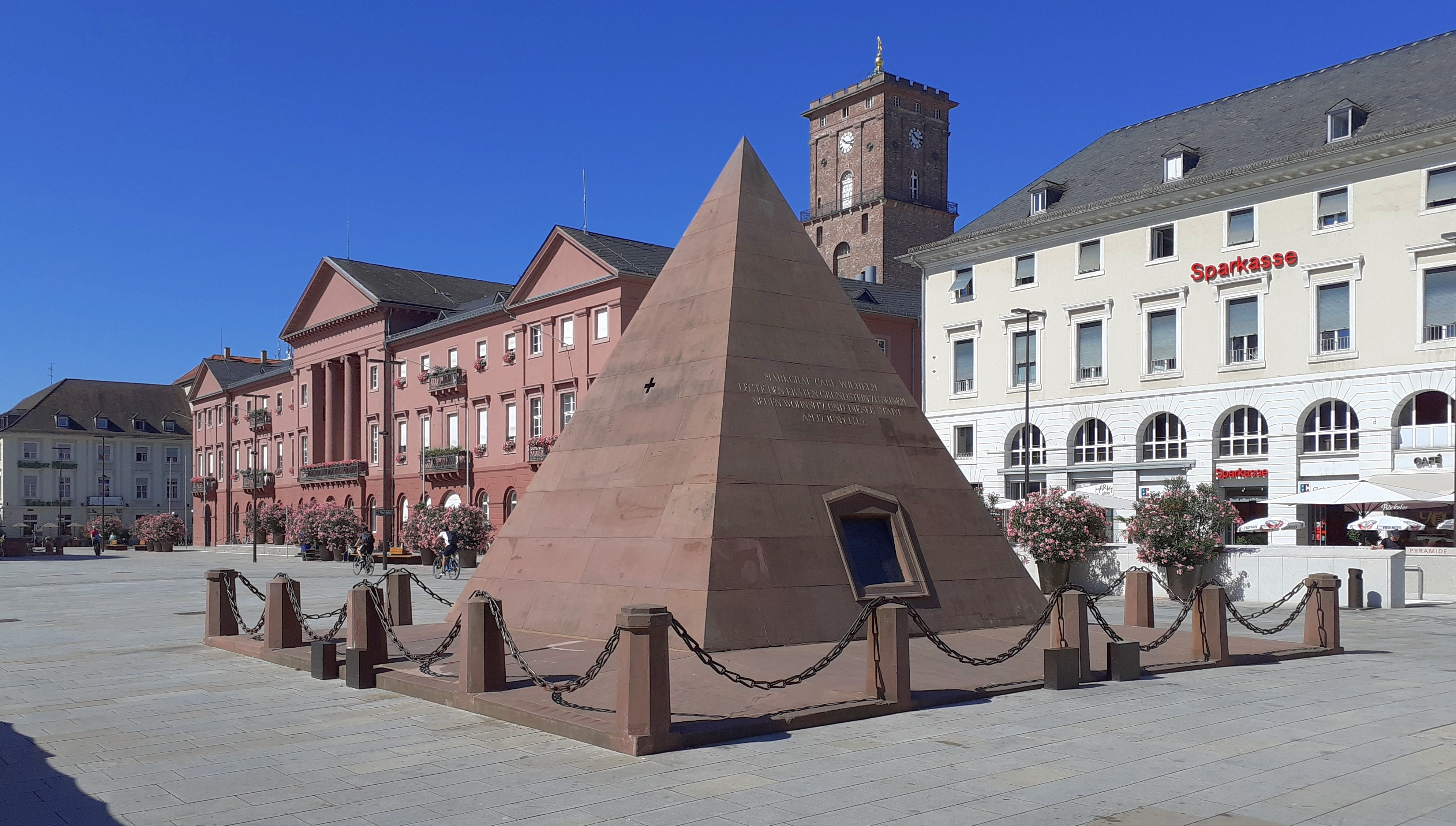
EL ayuntamiento detrás de la pirámide de Karlsruhe
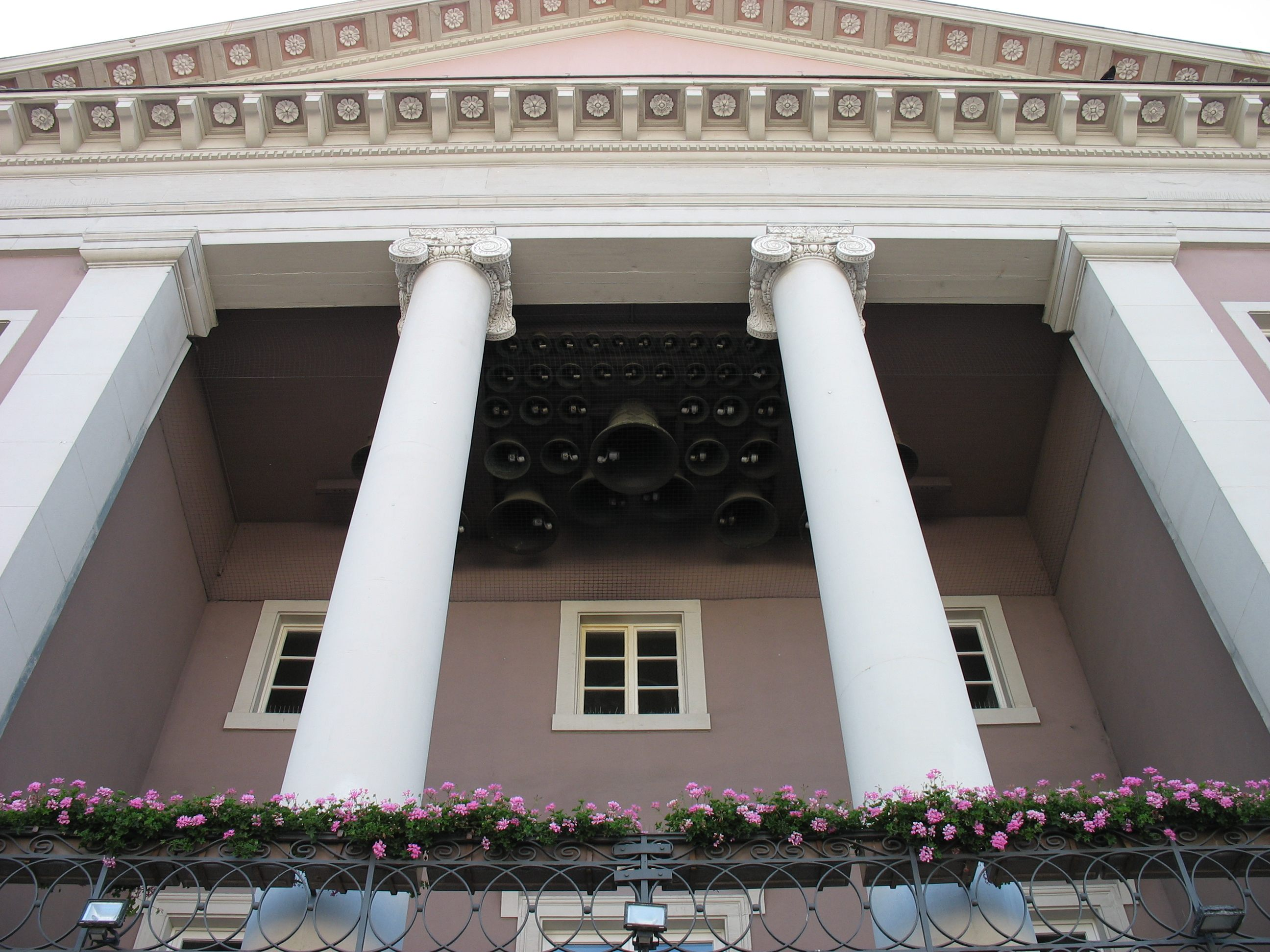
El carrillón del edificio del ayuntamiento
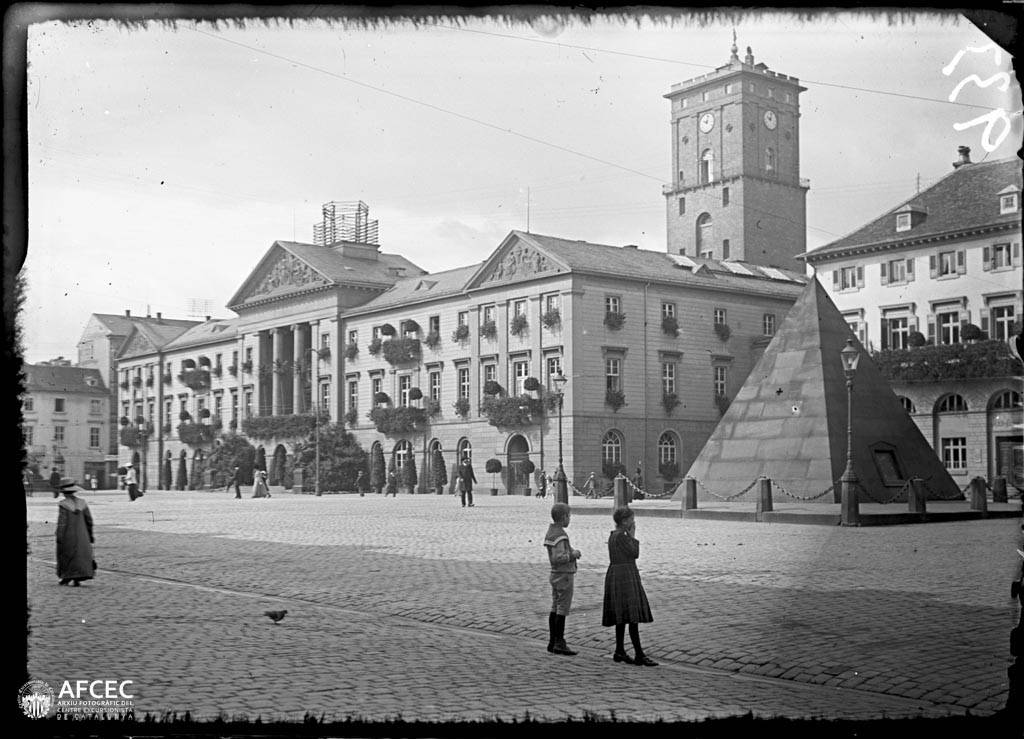
Imagen histórica de la plaza del Ayuntamiento, tomada entre 1880 y 1926
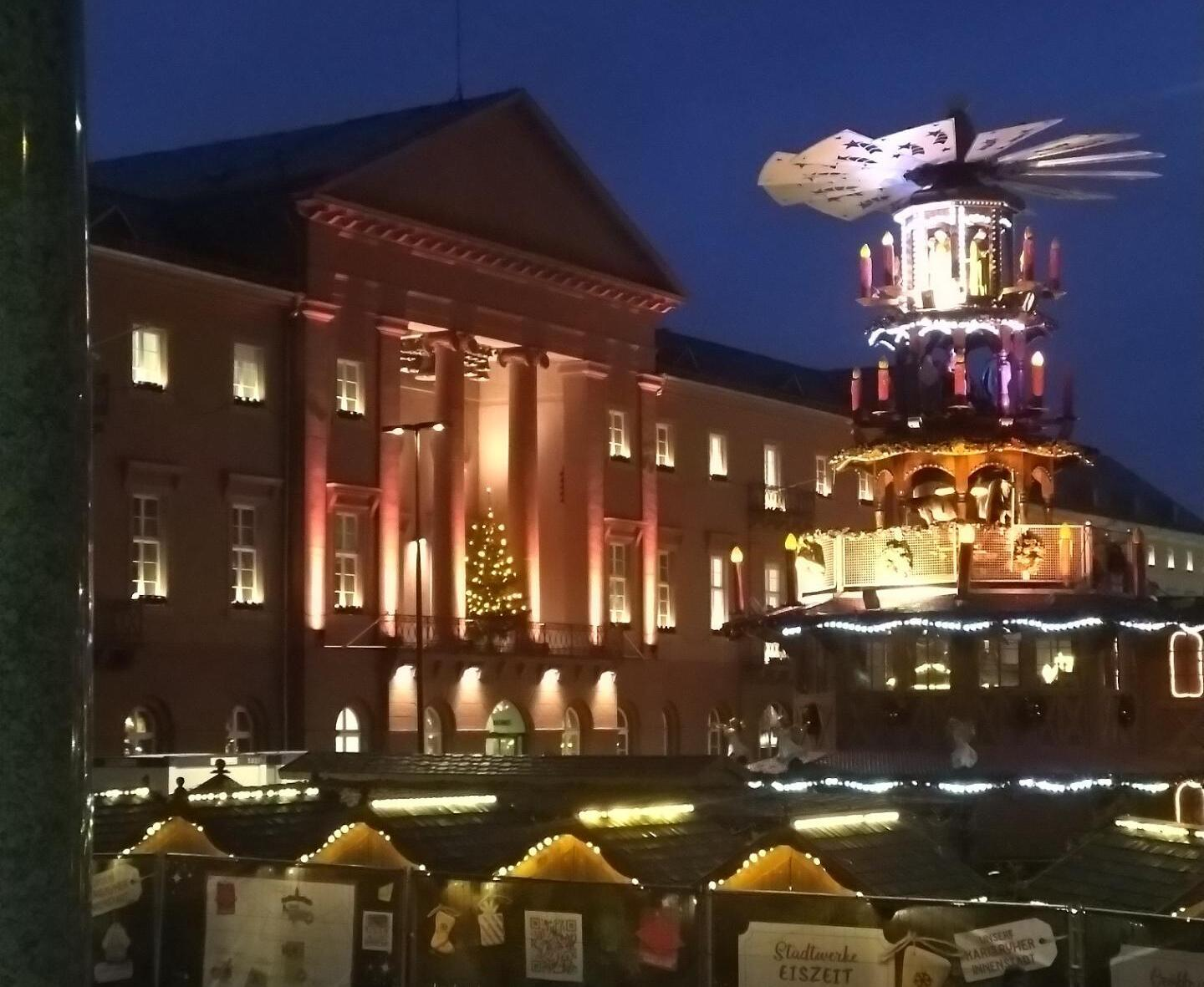
La plaza del ayuntamiento con decoración e iluminación de la noche de Navidad.